# Камінщики
Камінщики також бухтарминські камінщики, бухтарминські старообрядовці, алтайські камінщики, бухтармінці (рос. каменщики) — етнографічна група росіян, яка сформувалась на території Південно-Західного Алтаю в долинах гір басейну річки Бухтарма і високогірного Уймонського степу біля витоків річки Катунь в XVIII—XIX ст. Назва походить від слова «камень» (камінь) у старовинному російському значенні — «гірська місцевість» і буквально означає «житель гір, горець». Група формувалась із сімейств старообрядовців та інших селян та кріпаків, рекрутів і каторжників. Цікавим є діалект мови камінщиків — «окаючий».

## Походження народу
По суті, бухтармінські камінщики сформувалися вихідцями із багатьох регіонів Росії та ще більш численних соціальних груп, які поступово вливалися у загальні общини старожилів, оскільки піддавалися значному культурному тиску камінщиків. Ми говоримо про агресивну культуру каменів, таку собі кладку з одягу, традиці, мови та релігії, розбити яку було неможливо, а тому єдиний варіант — пристосуватися, як і вчинили інші народи.
З початку XVIII ст. російські втікачі селились за Коливано-Кузнецькою лінією в широких важкодоступних місцях південних Алтайських гір. Після розгрому Джунгарського ханства військами Цинської імперії Бухтармінський край виявився на нейтральній території, між нечіткими кордонами Російської імперії і Китаю. Ці землі отримали назву Біловоддя. Засновником їх вважався селянин Афанасій Селезньов, а також Бердюгіни, Ликові, Коробейникові, Лисові. Їхні нащадки й на сьогоднішній день живуть у селах на березі Бухтарми.
Основу для бухтармінського етносу склали нижньогородські держаки, які принесли основні традиції полювання та рибальства у народ камінщиків. Також у культурному плані помітний суттєвий вплив вихідців Західного Сибіру, алтайців, а також казахів і ойротів. Довгий період камінщики тісно проживали з «поляками», російським етносом, що є представником старообрядців — вихідців з руїн Речі Посполитої. Саме тому в одязі та обрядах часто можна помітити польські мотиви та казахські елементи, що проявляються більш яскраво, оскільки клімат більш суворий, ніж у середній смузі Європи.

## Особливості
В результаті змішування вихідців із різних регіонів і соціальних груп, сформувалась група бухтармінських камінщики, основу яких складали кержаки із Ніжегородської губернії. На них культурний вплив мали вихідці із Олонецької, Новгородської, Вологодської, Пермської губерній, Західного Сибіру і Алтайського краю, а також казахи, алтайці та ойроти. В силу спільного походження і проживання, бухтармінці особливо зблизились із «поляками». Через недостатню кількість жінок, часто траплялись змішані шлюби з місцевими тюркськими і монгольськими народами (обов'язковим для нареченої було прийняття старовір'я), діти вважались росіянами. Помітним був вплив казахських традицій на побут і культуру камінщиків в елементах одягу, предметах побуту, деяких звичаях, знанні мови. Традиційним вважалось усиновлення чужих дітей, незалежно від їхньої національності. Позашлюбні діти носили прізвище діда по матері і мали такі ж права, як і «законні».
Камінщики були заможними людьми. Мінімальний тиск державних обов'язків, самоврядування, взаємодопомога, особливий склад характеру, щедрі природні багатства краю, використання найманих робітників зумовили достатню матеріальну забезпеченість представників групи. До приходу часів колективізації камінщики представляли досить закриту спільноту зі своєю самобутньою культурою і традиційним побутовим устроєм, який проявлявся у вигляді консервативних норм і правил православних старообрядових общин з обмеженими зовнішніми зв'язками.
Починаючи з 60-70-х рр. XVIII ст. общини каменярів жили законами самоврядування. Важливі питання, суперечки, кримінальні справи вирішувались на зборах хазяїнів дворів. Найвищою мірою покарання було вигнання з Бухтарми: винуватого прив'язували до плоту і спускали вниз по гірській річці. Виживали одиниці.
Особливим авторитетом в общині користувались духовні наставники, серед яких переважали скитські мудреці: вони організовували взаємодопомогу, роспоряджались загальними запасами хліба, їхня думка завжди враховувалась на зборах общини.

## Особливості сімейного устрою
В камінщицьких родинах катастрофічно не вистачало жінок, саме через цю причину часто траплялись змішані шлюби з місцевими тюркськими і монгольськими народами. Для жінки, яка погоджувалась стати дружиною камінщика, головною умовою було прийняття старовірської віри. Проходячи цю процедуру, жінки автоматично погоджувалися з тим, що народжені їми діти будуть росіянами. Досить цікавою була практика усиновлення чужих дітей, незважаючи на їх походження та національність. Традиційним вважалось усиновлення чужих дітей, незалежно від їхньої національності. Позашлюбні діти носили прізвище діда по матері і мали такі ж права, як і «законні». Тобто кожна дитина, що її приносила жінка до шлюбу зі своєї країни отримувала реальні права, тільки родове прізвище бралося давнє, на два або три коліна раніше.

## Побут
На культуру камінщиків помітним був вплив казахських традицій, оскільки жінки, які приходили у долганські родини, несли з собою власні погляди на повсякденне життя. Жінки вимушені були простосовуватися до переважних продуктів, що споживали камінщики, але від казахських вони суттєво не відрізнялися, адже споживали у їжу переважно конину і баранину. Популярний спосіб приготування — варіння свіжого м'яса, тушкування та смаження.
Що стосується загального сімейного устрою, то досить поширеним був обряд обрізання, що проводився у хлопчиків у віці 4-5 років. Після того, як процедура була виконана, дитина була офіційно інційована у суспільство, а батьки підносили дари «обрізальщику».

## Сучасний стан
У результаті передрадянських, радянських і пострадянських культурно-політичних процесів і міграцій нащадки бухтармінців відносять себе до загальноросійського етносу і проживають у різних регіонах Казахстану, Росії, Китаю, США та інших країнах світу. Найбільша кількість нащадків алтайських камінщиків проживає в містах і селах Східноказахстанської області, яка включає в себе основні території, на яких історичного сформувався цей етнос. У 2002 році під час перепису населення на території Російської Федерації — лише дві людини вказали свою приналежність до камінщиків.